# Randy Allen
James Randall Allen, detto Randy (Milton, 26 gennaio 1965), è un ex cestista statunitense, professionista nella NBA, in Belgio, Italia, Spagna e Francia.

## Palmarès
- CBA Newcomer of the Year (1989)